# 有田川 (大分県)
有田川（ありたがわ）は、筑後川水系花月川の支流で、大分県玖珠郡玖珠町及び日田市を流れる一級河川である。

## 地理
日田市東部の月出山岳（標高708.7m）に源を発し、概ね西流して、日田市の市街地北部で三隈川（筑後川本流の上流部）の支流である花月川に合流する
。

## 自然
魚類では、絶滅危惧IB類（環境省レッドリスト）のオヤニラミが確認されていほか、カワムツ、オイカワ、ウグイ、カマツカ、ドンコ等が生息している。また、鳥類では、カワセミや準絶滅危惧（環境省レッドリスト）のハイタカが確認されているほか、ツバメ、スズメ、ムクドリ、カワラヒワが多く見られる。

## 水害
有田川では、1995年（平成7年）7月、及び2001年（平成13年）7月に、浸水被害が発生している。
また、2012年（平成24年）7月3日の平成24年梅雨前線豪雨では、護岸が1か所で決壊して氾濫。花月川の氾濫と併せて、沿川の家屋835戸が浸水した。また、同年7月14日の平成24年7月九州北部豪雨でも氾濫し。これらの豪雨では観測史上最高の水位を記録を記録した。
これらの被害を受けて、有田川は国の河川激甚災害対策特別緊急事業に採択され、2016年度までの完工を目途として、以下の災害対策事業が行われる予定である。
- 流木が集積して氾濫の一因となった日掛橋の架け替え。新橋は橋脚のない構造とし、高さを約60cm上げる。
- 日掛橋から下流約800m区間の左岸を4.4m-7.5m拡幅し、狭小だった川幅を最大約30mとする。
- 川原田井堰を、固定堰から可動堰に改築。
- 岩盤状の川底を掘削。

## 流域の自治体
- 大分県
  - 玖珠郡玖珠町
  - 日田市

## 主な支流
- 求来里川
- 熊尾川（熊ノ尾川）

## 並行する交通

### 道路
- 大分県道48号日田玖珠線
- 大分県道407号白地日田線